# Festuca hatico
Festuca hatico är en gräsart som beskrevs av Stancík. Festuca hatico ingår i släktet svinglar, och familjen gräs. Inga underarter finns listade i Catalogue of Life.